# Baependi
Baependi é um município do estado de Minas Gerais, no Brasil. De acordo com o censo realizado pelo Instituto Brasileiro de Geografia e Estatística em 2010, sua população é de 18 366 habitantes.

## Topônimo
O nome do município é uma referência ao rio Baependi, que atravessa o município. "Baependi" é um termo oriundo do termo tupi mba'eapiny, que significa "rio do monstro marinho" (mba'eapina, monstro marinho indígena +  'y, rio).

## História

Baependi, 1932. Arquivo Nacional.

De acordo com relatos sertanistas, a região sul-mineira ficou conhecida pelos europeus a partir de 1601. Até então, a região era habitada pelos índios puris. A conquista europeia de Baependi aconteceu, no entanto, em fins do século XVII, por volta de 1692, quando os paulistas Antonio Delgado da Veiga, seu filho João da Veiga e o tio de Miguel Garcia Velho, o capitão Manoel Garcia Velho, partiram de Taubaté, em São Paulo, em busca de ouro. Transpondo a Serra da Mantiqueira, alcançaram um sítio que chamaram Maependi.
Cidade remanescente do chamado Ciclo do Ouro em Minas Gerais, Baependi se desenvolveu ao longo do caminho da Estrada Real - a primeira grande via de comunicação regular no Brasil -, que ligava a região das minas a Paraty, no Rio de Janeiro, porto de onde saía o ouro em direção à Europa.
O madeirense Tomé Rodrigues Nogueira do Ó (1715), capitão-mor e provedor dos quintos do Registro da Mantiqueira, foi um dos primeiros moradores do local. Foi considerado o fundador da cidade, por ter erguido as suas primeiras construções.
Em 7 de agosto de 1752, foi criado o distrito de Santa Maria de Baependi, subordinado a vila de Campanha da Princesa (mais tarde Campanha). Em 19 de julho de 1814 é elevado à categoria de vila, desmembrando da vila de Campanha da Princesa, sendo o distrito sede a vila de Santa Maria de Baependi e instalada em 23 de outubro de 1814. Em 2 de maio de 1856, é elevado à condição de cidade com a denominação atual de Baependi.
A mineração foi, paulatinamente, substituída pela agricultura e pela criação de gado. Destacou-se a grande lavoura do tabaco, que fez de Baependi o centro produtor da Província de Minas Gerais e que representou importante fonte de riqueza até meados do século XIX.
O município teve fortes e grandes impulsos econômicos entre o final do século XIX e durante o século XX, com a chegada da ferrovia da Viação Férrea Sapucaí, que realizava todo o escoamento agropecuário e cafeeiro da região e os distribuía aos grandes portos e aos grandes centros urbanos do país, além do transporte de passageiros, tendo sua primeira estação inaugurada em 1895. A ferrovia mudaria de nomes ao longo dos anos, sendo denominada posteriormente como Linha da Barra da Rede Mineira de Viação e fazia a ligação de Baependi com o município fluminense de Barra do Piraí.
Com a ferrovia sob o comando da Viação Férrea Centro-Oeste, os últimos trens de passageiros e de cargas circularam por Baependi no ano de 1972. Com a desativação de grandes trechos da ferrovia, os trilhos seriam retirados de Baependi logo depois, apesar da fundamental e histórica importância que possuíam para a cidade. A sua terceira e antiga estação ferroviária, datada dos anos 1930 após uma reconstrução, abriga o atual terminal rodoviário e a Câmara Municipal. 
Atualmente, a economia do município é baseada na agricultura, no comércio, no artesanato, na comercialização de pedras de quartzito e no turismo, já que a beleza natural é o forte da cidade, cercada de montanhas, matas, rios e inúmeras cachoeiras. O artesanato é uma importante atividade econômica em Baependi. As peças feitas em bambu, palha de milho e tronco de cafeeiro são distribuídas em grandes centros urbanos, como São Paulo, Rio de Janeiro, Belo Horizonte e capitais da Região Nordeste do Brasil.

### Bairros
Baependi possui diversos bairros, sendo os mais conhecidos Centro, Serrinha, Capelinha, Lavrinha, São José, Ponte, Lava Pés, Cohab, Palmeira, Parque Palmeira, São Pedro, Índia, Gamarra, Piracicaba, Belém, Roseveelt, Vargem Grande, Barro Vermelho, Vale Formoso, Seival, Pinhal, Itaúna, Rosetinha, Moreiras, Casa Branca, Serra da Paula (Serra da Careta), Chapéu, entre outros.[carece de fontes?]

### Religiosidade
Baependi já era paróquia com funções eclesiásticas desde 1723. O sentimento de profunda religiosidade marca a história da cidade desde os primeiros tempos, traduzido pelos costumes de seu povo. A cerimônia da Semana Santa em Baependi acontece há mais de duzentos anos, sendo uma das mais tradicionais de Minas Gerais. As procissões diárias acompanhadas de banda de música e coro, a representação da Paixão e Morte de Jesus Cristo, o canto da Verônica, o soar dos sinos e o som das matracas, revelam a fé e a tradição baependianas.
Os templos, debruçados pelas ladeiras esguias, parecem guardar a cidade e seus habitantes. O Santuário de Nossa Senhora da Conceição, mais conhecido como Igreja de Nhá Chica, é o mais visitado pelos fiéis, que também se encantam com a arquitetura e o acervo da Igreja Matriz Nossa Senhora do Montserrat (1754). As igrejas baependianas - da Matriz, de Nossa Senhora da Boa Morte (1815) e de Nossa Senhora do Rosário (1820) - tombadas pelo Patrimônio Histórico e Artístico, representam bens de grande valor para um povo que considera Nhá Chica o seu maior patrimônio espiritual.
Atualmente, o pároco é o Cônego Marcos Antônio Menezes Thomaz, natural de Guapé, em Minas Gerais. O vigário paroquial é o Pe. Cleiton Gregório Evaristo ambos administram a paróquia Santa Maria de Baependi. Já os Padres Edson Pereira de Oliveira (Pe. Edinho) e Leandro Gomes Portugal, são respectivamente, reitor e vice-reitor do Santuário de Nossa Senhora da Conceição da Beata Nhá Chica, sendo que o Pe. Leandro também é reitor do Seminário Diocesano Nossa Senhora das Dores.
Baependi possui ainda várias igrejas evangélicas, tanto reformadas como a Presbiteriana, quanto pentecostais, sendo a de maior destaque a Assembleia de Deus Ministério de Madureira.
As demais são a Metodista Wesleyana, Batista da Restauração, Evangelho Pleno,Assembleia de Deus do Bom Retiro, Centro Mundial de Missões, Igreja CEO,Assembleia de Deus Ministério de Taubaté, entre outras.

## Futebol
Inspirado nos clubes cariocas, Baependi conta hoje com dois tradicionais clubes de futebol. São eles: o Botafogo (fundado em 1951, alvinegro) e o América Futebol Clube (clube fundado também nos anos 1950, alvirrubro).[carece de fontes?]

## Turismo
O município faz parte do Circuito das Águas e é servido pelas rodovias federais BR-267, BR-354 e BR-383. O acesso à sede do município é feito pelas rodovias estaduais AMG-1030 e AMG-1045.